# Championnat d'Aruba de football 2003-2004
Navigation
Saison précédente Saison 2005-2006
La saison 2003-2004 du Championnat d'Aruba de football est la dix-huitième édition de la Division di Honor, le championnat de première division à Aruba. Les dix meilleures équipes de l'île sont regroupées au sein d’une poule unique où elles s’affrontent au cours de plusieurs phases, avec des qualifications successives, jusqu'à la finale. Le dernier du classement est relégué et remplacé par le champion de Division Uno, la seconde division arubaise.
C'est le SV Deportivo Nacional qui est sacré cette saison après avoir remporté la finale, face au SV Estrella. Il s’agit du troisième titre de champion d'Aruba de l’histoire du club.

## Les clubs participants
- SV Racing Club Aruba
- SV Britannia
- SV Dakota
- SV Deportivo Nacional
- SV La Fama - Promu de Division Uno
- SV Sportboys
- River Plate Aruba
- SV Estrella
- SV Independiente Caravel
- SV Juventud Tanki Leendert

## Compétition
Le barème utilisé pour établir le classement est le suivant :
- Victoire : 3 points
- Match nul : 1 point
- Défaite : 0 point

### Saison régulière
| Rang | Équipe                     | Pts | J  | G  | N | P  | Bp | Bc | Diff |
| ---- | -------------------------- | --- | -- | -- | - | -- | -- | -- | ---- |
| 1    | SV Britannia               | 46  | 18 | 15 | 1 | 2  | 64 | 27 | +37  |
| 2    | SV Deportivo Nacional      | 35  | 18 | 11 | 2 | 5  | 35 | 17 | +18  |
| 3    | SV Independiente Caravel   | 35  | 18 | 10 | 5 | 3  | 36 | 23 | +13  |
| 4    | SV Estrella                | 33  | 18 | 10 | 3 | 5  | 36 | 20 | +16  |
| 5    | SV Racing Club ArubaT      | 32  | 18 | 9  | 5 | 4  | 49 | 29 | +20  |
| 6    | SV Dakota                  | 24  | 18 | 6  | 6 | 6  | 28 | 28 | 0    |
| 7    | SV La FamaP                | 18  | 18 | 5  | 3 | 10 | 21 | 33 | -12  |
| 8    | SV Juventud Tanki Leendert | 14  | 18 | 3  | 5 | 10 | 24 | 42 | -18  |
| 9    | SV Sportboys               | 12  | 18 | 2  | 6 | 10 | 19 | 57 | -38  |
| 10   | River Plate Aruba          | 2   | 18 | 0  | 2 | 16 | 21 | 57 | -36  |

|  | Qualification pour la Buelta Semi-final       |
|  | Relégation directe en Division Uno            |
|  | T : Tenant du titre P : Promu de Division Uno |

### Buelta Semi-final
| Rang | Équipe                   | Pts | J | G | N | P | Bp | Bc | Diff |  | Résultats (▼ dom., ► ext.) | DNa | Est | Bri | Ind |
| ---- | ------------------------ | --- | - | - | - | - | -- | -- | ---- |  | -------------------------- | --- | --- | --- | --- |
| 1    | SV Deportivo Nacional    | 12  | 6 | 4 | 0 | 2 | 8  | 6  | +2   |  | SV Deportivo Nacional      |     | 0-2 | 1-0 | 1-2 |
| 2    | SV Estrella              | 10  | 6 | 3 | 1 | 2 | 8  | 5  | +3   |  | SV Estrella                | 0-1 |     | 1-2 | 2-1 |
| 2    | SV Britannia             | 10  | 6 | 3 | 1 | 2 | 11 | 10 | +1   |  | SV Britannia               | 2-3 | 1-1 |     | 3-2 |
| 4    | SV Independiente Caravel | 3   | 6 | 1 | 0 | 5 | 7  | 13 | -6   |  | SV Independiente Caravel   | 0-2 | 0-2 | 2-3 |     |

|  | Qualification pour la finale |

- Le SV Estrella et le SV Britannia terminent à égalité de points. Les deux clubs s'affrontent donc au meilleur des trois matchs pour déterminer le club qualifié pour la finale.

| Équipe 1    | Résultat | Équipe 2     | Aller | Retour | Appui |
| ----------- | -------- | ------------ | ----- | ------ | ----- |
| SV Estrella | 2 - 1    | SV Britannia | 2 - 0 | 1 - 5  | 4 - 3 |

### Finale nationale
| Équipe 1              | Résultat | Équipe 2    | Aller | Retour |
| --------------------- | -------- | ----------- | ----- | ------ |
| SV Deportivo Nacional | 3 - 1    | SV Estrella | 1 - 0 | 2 - 1  |

## Bilan de la saison
| Championnat d'Aruba de football 2003-2004 |                                  |
| Champion                                  | SV Deportivo Nacional (3e titre) |
| Qualifications continentales              |                                  |
| CFU Club Championship 2004                | Aucun                            |
| Promotions et relégations                 |                                  |
| Promus en Division di Honor               | SV Sporting                      |
| Relégués en Division Uno                  | River Plate Aruba                |